# Listy odwołujące
Listy odwołujące (fr. lettres de rappel, ang. letters of recall) – pismo głowy państwa wysyłającego do głowy państwa przyjmującego powiadamiające o zakończeniu przez szefa misji dyplomatycznej pełnienie funkcji w państwie przyjmującym.
Listy odwołujące pod względem stylu i formy są analogiczne do listów uwierzytelniających. Wręczane są one zwykle przez następcę odwołanego ambasadora wraz z jego listami uwierzytelniającymi. W przypadku zgonu lub dezercji ambasadora z zasady nie wystawia się listów odwołujących.